# Svenska hackare
Svenska hackare: en berättelse från nätets skuggsida är en bok skriven av journalisterna Daniel Goldberg och Linus Larsson. Den beskriver den svenska hackarkulturens framväxt med utgångspunkt i ett antal uppmärksammade fall av dataintrång. Boken innehåller detaljer om dessa händelser som inte varit kända sedan tidigare. 
Kapitel 1: Historien om Stakkato beskriver de dataintrång Stakkato gjorde 2003-2005.
Kapitel 2: Först in i framtiden handlar om gruppen SHA med utgångspunkt i en presentation av ABC-klubbens Monitor gjord av ordförande Gunnar Tidner på KTH 1980.
Kapitel 3: Ambassadhackaren från Malmö handlar om Dan Egerstad och information han kom över genom att använda sig av Exit node sniffing i Tor-nätverket.
Boken behandlar bl.a. följande personer och grupperingar:
- Dan Egerstad
- Leif Eriksson
- Philip Pettersson
- Abe Singer
- Leif Nixon
- Christian Nygaard
- Jim Barlow
- Chatrine Rudström
- Tony Möörk
- Rasmus Fleischer
- Peter Sunde
- Gottfrid Svartholm Warg
- Fredrik Neij
- Carl Lundström
- Mark Culp
- Henrik Pontén
- Gunnar Tidner
- Bill Gates
- Steven Levy
- Wayne Drash
- Jan Lif
- Ted Turner
- Steve Jobs
- Steve Wozniak
- John Draper
- Jason Scott Sadofsky
- Manu Pubby
- Roger Dingledine
- Fidde Arasimowicz
- Jim Keyzer
- Olof Brundin
- Anders Carlsson
- Jan Pettersson
- Anders Ahlqvist
- Anders Bjarby
- Anders Jared
- Demon Phreaker
- Arga Unga Hackare
- Vuxna Förbannade Hackare
- Swedish Hackers Association
- Fragglarna
- Piratbyrån
- Antipiratbyrån
- ABC-klubben
- Homebrew Computer Club
- Sveriges IT-incidentcentrum
- Crossnet
- Flashback
- The Pirate Bay
- Aftonbladet
- Bilddagboken
- efterfesten.com